# バッカスD
バッカス（朝鮮語: 박카스）は、1963年に発売された、炭酸を含まない大韓民国のエナジードリンク。当初は、バッカスFと呼ばれていたが、1990年代に、タウリンを増量して2000mgにするなど成分の配合を変更し、以降はバッカスDと称されている。いずれの配合も、東亜ソシオ・グループ（동아쏘시오그룹）の一員である東亜製薬が製造しており、アメリカ合衆国でも東亜アメリカ・コーポレーション (Dong-A America Corporation) によって 3.3オンスのガラス瓶（レッドブルの3分の1ほどのサイズ）で販売されている。

## 歴史
バッカスを開発したのは姜信浩（カン・シンホ）という人物である。カンは、1950年代にドイツで医学を学んだ。彼は、ハンブルク市庁舎でローマ神話のワインと収穫の神バックス（バッカス）の像を見たことがあり、この神にちなんで自分が作り出した飲み物をバッカスと名付けた。
バッカスは当初、錠剤として1961年に売り出され、次いで1963年に飲み物として販売されるようになった。タウリンが、バッカスDのおもな成分である。このエナジードリンクは、大韓民国で人気が高い。初期のバッカスは、元々はエナジードリンクとしてではなく、風邪や二日酔いの薬として薬局で販売されていた。
バッカスDとバッカスFの配合は、大韓民国では両方とも現在まで製造、販売され続けている。バッカスFは、大学生相当の年齢の若者が使用することが多い。
近年では、アメリカ合衆国の文化の中で、他の人気のエナジードリンクとともに、例えばウォッカ＝レッドブルのように、アルコール類と合わせて飲むことが流行している。最も一般的な飲み方は、爆弾酒の一種である「バッカス・ボム (Bacchus Bomb)」で、これはバッカスの3.3オンス瓶をカップに注ぎ、ショットグラスいっぱいのウォッカをグラスごと沈め、混ざったところを素早く飲むというものである。
2013年の時点で、バッカスDは、アメリカ合衆国や中国など、世界28カ国に輸出され、国別ではカンボジアへの輸出が最も多くなっている。

## 論争
この飲み物は、先行して存在していた日本の飲み物であるリポビタンDと、含有物だけでなく、瓶やパッケージのデザインが似ている。この類似については、東亜製薬が日本のリポビタンDを盗用したのではないかとする見方が根強くある。

## 大衆文化の中で
- 大韓民国の映画『バッカス・レディ（죽여주는 여자、The Bacchus Lady）』は、第66回ベルリン国際映画祭のパノラマ部門で上映された。この映画は、バッカスハルモニ（バッカスおばさん）と称される、バッカスFを売りながら生計を立てる年老いた売春婦の生活を描いたものである。
- レーシングオンラインゲーム『ドリフトシティ』においては獲得経験値および報酬の増加をもたらすエナジードリンクを販売する神出鬼没なおじさんが登場するが、韓国版においてはその瓶のデザインがバッカスDに酷似したものとなっている。

## 含有物
バッカスには、以下の成分が含まれている。
- 水
- 異性化糖
- 砂糖
- タウリン
- イノシトール
- ガラナ抽出物
- ローヤルゼリー
- ニコチンアミド
- ピリドキシンHCL
- りん酸リボフラビンナトリウム
- チアミン
- 安息香酸で処理された硝酸塩
- エタノール
- 無水クエン酸
- ソルビトール
- リンゴ果汁
- 塩化ナトリウム
- 天然植物精油（オレンジ、パイナップル、イチゴ）
- 合成香料